# Куашев, Бетал Ибрагимович
Куашев Бетал Ибрагимович (кабард.-черк. Кӏуащ Ибрэхьим и къуэ Бетӏал; 22 ноября 1920 — 1 мая 1957) — советский кабардинский писатель, поэт-новатор, переводчик, а также участник Великой Отечественной войны. 

## Биография
Родился 22 ноября 1920 года в селении Докшоково (ныне Старый Черек) Урванского района.
После окончания местной средней школы, будущий поэт поступил на педрабфак в Нальчике, а после его завершения в 1936 году — на филологический факультет Кабардино-Балкарского педагогического института.
В 1940 году после окончания учебы, уехал из республики в Приморский край, где работал учителем русского языка и литературы в одной из сельских школ.
В 1941 году добровольно ушёл на фронт и воевал до конца войны. Был несколько раз тяжело ранен. При освобождении города Витебск, водрузил над городом Красное знамя. Бетал закончил войну в звании майора и за боевые заслуги был награждён орденами Красного знамени, Александра Невского, Отечественной войны II степени, Красной звезды и другими медалями.
После завершения войны, был включён в администрацию города Лейпциг — инспектором народного образования.
Демобилизовался в 1947 году. Тогда же поступил в аспирантуру при институте языка и мышления имени Марра АН СССР. После завершения учебы работал научным сотрудником в КБНИИ, затем ответственным секретарем альманаха — «Къэбэрдей» (Кабарда).
1 мая 1957 года погиб при невыясненных обстоятельствах.

## Творческая деятельность
Развития национальной кабардино-черкесской литературы в послевоенное время, связано с именем Бетала Куашева.
Его поэзия органично вписалась в общий литературный процесс послевоенного времени. Свои первые стихи начал писать в студенческие годы и они в основном посвящались поэтам и политическим деятелям. На его творчество оказали влияние такие русские поэты как В. Маяковский и С. Есенин, а также кабардинские поэты — А. Шогенцуков, А. Кешоков и другие. Его литературным дебютом стало стихотворение — «Индыл» (1948 г).
Наиболее творчески активным было последнее десятилетие жизни поэта. Это были годы творческого поиска и поэтического новаторства, множество стихов, поэм, сказок, отличавшихся нетрадиционностью образов и рифм.
Опирался на общепринятые принципы воспевания труда. Данную тему он связывал с моральной составляющей человека: «Стыдись, если не совершил того, что в твоих силах…». Та же особенность развивался и в пределах личностного мироощущения. Особенно заветной темой для него была родная река — Черек. Символ реки для него – символ его жизни: дорога, возвращение, борьба, текучесть жизненных явлений, противоборства, быстротечность жизни.
Кроме того, успешно занимался переводами, и перевёл на кабардинский язык некоторые произведения Пушкина, Маяковского, Хетагурова и других авторов. Принимал активное участие в сборе нартских сказаний и писал научные статьи по истории адыгского фольклора.
Он не успел реализовать многие свои творческие возможности, но многое сделал для кабардинской литературы и культуры в целом. Его не зря называют «рано погасшей звездой».

## Издания
Бетал Куашев в основном свои поэмы и стихи издавал краткими частями.
При жизни вышли в свет две книги его стихов: «Си гъащlэм и гуащlэ» (Горечь моей жизни) и «Салам» (Салам).
После его смерти был издан двухтомник на кабардинском языке, куда вошло почти всё, что было написано поэтом на родном языке. Избранное из двухтомника вошло в сборник «Молодые журавли» (1971 г.).
Также поэт при жизни издал статьи — «Строение кабардинского стиха» и «Стихосложение нартского эпоса», где были освещены многие вопросы кабардинского устного творчества и их история.

## Личная жизнь
Был женат на певице и заслуженной артистке РСФСР — Куашевой Вере, в браке с которой в 1953 году был рождён сын — Бетал.